# Мах дуг
Мах дуг («Наша эпоха») — старейший литературный журнал на осетинском языке. В советский период — один из органов печати Союза писателей РСФСР.
Первый номер журнала вышел в свет в 1934 году.
Редакция изначально основой в своей работе сделала активную пропаганду лучших черт национальных традиций. На страницах журнала много внимания уделяется вопросам языка, истории, этнографии, культуры осетинского народа.
Журнал публикует материалы осетинского фольклора. К примеру, пословицы и поговорки, собранные Казбеком Гутиевым, до их выхода отдельной книгой печатались в «Мах дуге» в 1975.
Наряду с писателями авторами журнала стали выдающиеся художники: Махарбек Туганов, Сосланбек Едзиев, Азанбек Джанаев, театральные деятели Беса Тотров и Тамара Каряева, композиторы Татаркан Кокойти и Борис Галаев, историки Георгий Кокиев, Борис Алборов, Борис Скитский, Леонид Семёнов, Михаил Тотоев, Марк Блиев, Руслан Бзаров, этнографы Бекиза Каргиев, Елена Баракова и Ахсар Магометов, Вилен Уарзиати…
В рубриках «Наши выдающиеся личности», «Искусство, культура», «Время — истинный судья», «Творческое наследие» печатались статьи о Шанаеве Семе, Бибо Дзугутове, Гаппо Баеве, Ахмете Цаликове, Сослане Темирханове, Махарбеке Туганове, Соламане Таутиеве, Гокки Токаеве, Бало Тхапсаеве, Гайто Газданове.
С 2003 по 2009 год «Мах дуг» печатал «Антологию осетинской поэзии», охватывающую период со второй половины XIX века по начало XXI и включающую в себя все поколения осетинских поэтов. В 2012 году «Антологии» вышла отдельной книгой. В том же году журнал приступил к публикации «Антология осетинской прозы».
Первым редактором журнала «Мах дуг» стал Сармат Косирати. Журнал сплотил вокруг себя писателей из старшего поколения, и тогдашнюю литературную молодежь. Старшие это — Арсен Коцоев, Георгий Цаголов, Георгий Малиев, Нигер, Андрей Гулуев, Александр Кубалов, Гино Бараков, Илас Арнигон; и молодые — Кудзаг Дзесов, Коста Фарнион, Дабе Мамсуров, Хадо и Гриш Плиевы, Хадзыбатыр Ардасенов, Татари Епхиев, Казбек Казбеков, Яков Хозиев, Геор Кайтуков и многие другие.
В редакции журнала работали Андрей Гулуев, Хадо Плиев, Давид Дарчиев, Тазе Бесаев, Алихан Саламов, Сараби Чехоев, Михал Басиев, Георгий Гагиев, Владимир Секинаев, Бицоев Гриш, Сергей Хугаев, Зина Хостикоева, Камал Ходов, Албег Хамицев, Саукудз Агузаров, Гастан Агнаев, Тотраз Кокаев.
В 2008 году в № 7 журнала был опубликован цикл стихотворений Шамиля Джикаева (в том числе стихотворение «Отправляются волчата совершать хадж»).

## Главные редакторы
Редакторами «Мах дуга» в разные годы были: Сармат Косирати (1934—1935), Александр Джатиев (1935), Барон Боциев (1936—1937), Бадоев Казбек (1937), Татари Епхиев (1937—1941), Тотырбек Джатиев (1945—1948), Гриш Плиев (1948—1952), Ашах Токаев (1952—1954), Сергей Марзоев (1956—1980, 1985—1986), Максим Цагараев (1960—1963 и 1978—1985), Михал Цирихов (1963—1977), Умар Богазов (1977—1978), Ахсар Кодзати (1986—2018), Казбек Мамукаев (2018—2019) и Оксана Хетагурова (с 2019 года).